# Дейвиці
Дейвиці (чеськ. Dejvice) — міська частина Праги, розташована північніше Празького Граду і є центром міського району Прага 6. Тут розташована станція метро Дейвіцька зеленої лінії Празького метрополітену.

## Походження назви
Назва міської частини Дейвиці при сприйнятті на слух подібне до чеської фрази «dej více», що значить «дай більше». У народній традиції це пояснюється тим фактом, що свого часу у цій частині Праги було багато повій та жебраків, які й промовляли цю фразу. Згідно з іншими даними, ще за часів коли Дейвиці було передмістям Праги, це селище мало назву «Degnici». Перші згадки про це селище відносяться до 11 століття. Згодом, у процесі мовного розвитку «g» (ґ) трансформувалося в «h» (г), у наслідок чого закріпилася назва «Dehnice». Вимова Дейвиці закріпилася завдяки народній етимології. Припускається, що назва «Dehnice» походить від слова «Dehna», що значить диявол, демон, злий дух. Можливо так іменували місцевих мешканців — «dehnici» — тому що вони загрожували мандрівникам (бо саме тут проходив важливий торговельний шлях), або тому що мешканці селища таємно зберігали якісь поганські обряди вже після того як чехи прийняли християнство.

## Історія
Уперше Дейвиці згадується 1088 року як маєток, що належав Вишеградській каплиці. 1320 року Дейвиці було віддано пробсту собору св. Віта. Історична пам'ять щодо цього залишається в назві вулиці Пробоштська (чеськ. Proboštská). Того часу поселення складалося з двох великих садиб, чотирьох сільських дворів, та кількох малих хат. Під час гуситських воєн Дейвиці належало празькому бургграфству, але після битви на Білій горі було повернено до володінь пробства.
До 1771 року у селищі знаходилося усього 17 будинків. Прокладена у 19 столітті залізниця призвела до росту забудови. 1830 відкрито кінну ланку Дейвиці — Лани, пізніше подовжено до фюрстенбергських лісопилок у крживоклатських лісах. У 60-х за цим маршрутом починає ходити паровий потяг. Протягом 19 століття на Дейвиці виникають різноманітні виробництва: цеглярні, майстерня з виробництва кольорового паперу та шпалер, солодильня, дубильня тощо. Наприкінці 60-х років 19 століття на Дейвиці вже налічувалося 125 будинків, що в них мешкало 1860 осіб. До 1880 року кількість будинків зросла до 157, а кількість населення становила 2622 мешканці. Задля покращення сполучення з промисловими районами 1908 року було запроваджено електричний трамвай, що здійснював маршрут з Летни до дейвіцького вокзалу Брусце.
1922 року Дейвиці було приєднано до Праги. На той час тут було 426 будинків з 10481 мешканцями.

## Дейвиці сьогодні
На сьогодні Дейвиці є однією з найпопулярніших частин міста для помешкання. Причиною того є як вдале розташування (звідси недалеко до Празького Граду і аеропорту Рузіне), так і гарний екологічний стан району (поблизу знаходиться природний парк Дівока Шарка). За цієї причини тут знаходиться велика кількість посольств. Крім того на Дейвиці розташований головний кампус Чеського технічного університету, Католицький теологічний факультет Карлового університету та Чеська національна технічна бібліотека.